# 巴贝特之宴
《巴贝特之宴》（丹麥語：Babettes Gæstebud）是一部1987年上映的丹麦剧情电影，首映是在当年的戛纳电影节上。该电影由盖布里尔·亚斯里执导，基于凯伦·白烈森原著故事改编。巴贝特之宴是首部获得奥斯卡最佳外语片奖的丹麦电影。